# 検査分析士
検査分析士認定制度（けんさぶんせきしにんていせいど）は、特定非営利活動法人 分析産業人ネット（Professionals’ Net-work in advanced Instrument Society； PAI-NET）が実施している資格認定試験。科学技術のさらなる前進・発展のために、分析技術者の量の確保と質の向上をはかり、分析技術者の社会的地位の確立を目指すことを目的として創設された（民間）資格である。
毎年7月末の土曜日に一斉試験が行われる。2024年度は７月27日(土)に実施される。
団体試験は大学や企業等で3人以上の受験者がいる場合に行われる。一斉試験の実施前後を除き、通年で申込を受け付けている。

## 試験区分
初級、中級、上級、特級の4種類。

### 初級
受験資格　高校卒業者または高等学校卒業程度認定試験合格者
機器分析の専門家を目指す人はもちろんのこと、機器分析の部門に新たに配属された人、販売をするために分析機器を操作する必要のある人、機器分析部門に派遣される人、就職のために自分の意欲や能力を示したい人等にも使える資格。
機器分析の標準的な手順に基づいて分析が行えることが期待される。

### 中級
受験資格　高校卒業者または高等学校卒業程度認定試験合格者
機器分析で求められる結果を出すことが出来る方の資格。多数ある分析手法の中で、1つの分析手法について求められた分析結果が出せることが要求される。

### 上級
受験資格　高校卒業者または高等学校卒業程度認定試験合格者
機器分析で求められる結果を出すことが出来る方の資格。多数ある分析手法の中でも、少なくとも２つの分析手法について求められた分析結果が出せることが要求される。